# 延平西站
延平西站原名南平西站，位于中华人民共和国福建省南平市延平区西芹镇，是南龙铁路和外南铁路的一座火车站。车站于2018年12月29日投入运营。截至2018年12月，延平西站站场规模为3台7线，总建筑面积9981平方米，设计最高聚集旅客数800人。2019年5月5日开始，车站开始办理普速列车旅客乘降业务。
在车站建设过程中，施工单位对既有外南铁路绿水-西芹接入本站。另外施工人员在车站工地施工时发现一座元代古墓。

## 车站结构

### 站房
延平西站站房总建筑面积9981平方米，建成后站房最高聚集人数为800人。站房建筑的大屋面两侧低，中部高，外立面中间设有横向条纹装饰，体现闽北地区的山水特征。站房主体分为两层，一层为动车候车室，二层则为普速候车室。

### 站场

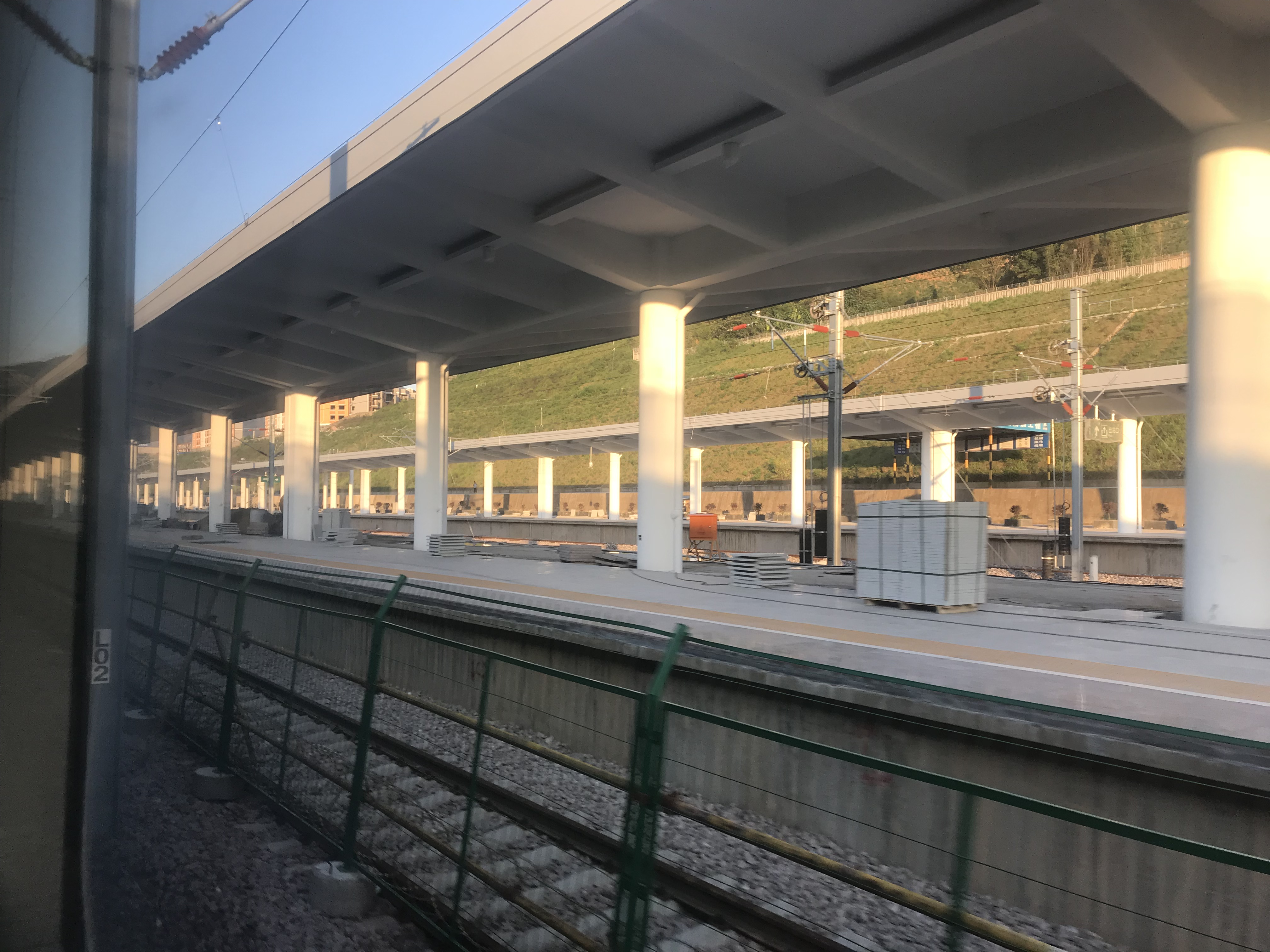
建设中的站台，2018年6月

延平西站设3站台7线，分为外南场与南龙场，站台为两侧一岛式。
| 站房     | 售票处、候车室、出站口          |
| 侧式站台 |                                 |
| 1站台    | 外南铁路 列车                   |
| 正线     | 外南铁路 列车通过线             |
| 2站台    | 外南铁路 列车                   |
| 岛式站台 |                                 |
| 3站台    | 南龙铁路 往延平方向（延平站）   |
| 通过线   | 南龙铁路 上行列车通过线         |
| 通过线   | 南龙铁路 下行列车通过线         |
| 4站台    | 南龙铁路 往龙岩方向（三明北站） |
| 侧式站台 |                                 |